# Gabriel Julien Ouvrard
Gabriel Julien Ouvrard (Cugand, 11 ottobre 1770 – Londra, ottobre 1846) è stato un banchiere francese.

## Biografia

### La Rivoluzione francese (1787–1800)
Figlio di un proprietario di una cartiera, Gabriel-Julien Ouvrard ricevette un'educazione di base e nel 1787 divenne impiegato a Nantes. Con la fine dell' Ancien Régime iniziò a lavorare a Bordeaux per l'armatore Baour et Balguerie.
Durante il Direttorio si arricchì notevolmente grazie al commercio con le colonie e ai rifornimenti militari, gestendo le sedi della camera di commercio di Brest, Nantes e Orleans, la banca di Gabma e la compagnia di Anversa e avendo molte azioni delle compagnie parigine Girardot, Rougemont e Charlemagne. Fu inoltre socio dei principali importatori di grano (Vanlerberghe), forniture militari (Michel) e ferro e legno (Carvillon des Tillières).
Nel 1794 sposò la figlia di Jean Baptiste Tébaud, un ricco mercante di Nantes, dalla quale ebbe tre figli.
Nel settembre del 1798 Ouvrard ottenne un contratto di sei anni per la fornitura di cibo alla marina francese per una somma di 64 milioni di franchi annui. Alcuni mesi dopo, ottenne un contratto di fornitura per la flotta spagnola in permanenza a Brest e poi uno per la fornitura dell'armata d'Italia nel 1799. Prese in affitto il castello di Raincy presso Parigi, che poi acquistò nel 1806.
Attorno al 1799, iniziò la sua relazione con quella che divenne la sua amante, Madame Tallien, figlia del conte Francois de Cabbarrus, da cui ebbe cinque figli illegittimi.
Ouvrard venne arrestato il 27 gennaio 1800 per ordine del primo console Napoleone Bonaparte, ma le accuse rivoltegli si dimostrarono poi infondate e venne rilasciato. Rifornì l'esercito per la battaglia di Marengo.

### L'epoca napoleonica (1801–1815)
Ouvrard fu uno dei fondatori della Compagnie des Négociants Réunis assieme al banchiere Médard Desprez (1764–1842), Reggente della Banca di Francia. In cambio dei suoi prestiti, ottenne obbligazioni dal governo francese sull'impresa di Spagna. Nel 1804 ottenne dal governo spagnolo il monopolio del commercio con l'America spagnola. Ma la ripresa della guerra tra Francia e Inghilterra rallentò questi scambi commerciali, e inoltre nel 1805 la banca di Francia fu sul punto di collassare.
Ouvrard attraversò così uno dei periodi per lui più difficili a livello finanziario. Nel 1809 fu imprigionato a Sainte-Pélagie per debiti non pagati e venne rilasciato tre mesi dopo. Convinto che solo la pace avrebbe potuto riportare una crescita economica, tentò di negoziare una pace segreta con l'Inghilterra col supporto di Luigi Bonaparte e di Joseph Fouché. Il tentativo fallì, e Ouvrard dovette scontare altri tre anni di prigione.

### Gloria e rovina (1815–1846)
Alla fine di giugno del 1815, con la Restaurazione, Ouvrard acquisì (intestato a suo cognato, G.J. Tébaud) il padiglione di caccia di Jonchère presso Bougival, poi noto come "Château de la Jonchère" e si dedicò al suo restauro. Nel 1816, acquisì anche il castello de la Chaussée, non lontano dalla Jonchère.
Ouvrard giocò un ruolo molto importante nella ripresa economica della Francia dopo la caduta dell'impero. Il Congresso di Vienna nel 1815 aveva infatti costretto la Francia al pagamento della somma di 700.000.000 di franchi alle potenze vincitrici, dilazionabili in 150.000.000 di franchi all'anno, oltre alla riduzione dell'esercito a 150.000 soldati in totale. Nel 1816 le coltivazioni erano scarse e le casse del regno semivuote. Tutti i pagamenti erano sospesi. Il duca di Richelieu, presidente del Consiglio di Luigi XVIII, fu convocato di fronte alla Camera dei Deputati. Su consiglio di Ouvrard, Richelieu creò una rendita di 100.000.000 di franchi per far riprendere l'economia dello stato partendo proprio dal pagamento dei prestiti. Il territorio francese venne liberato dalle truppe straniere nel 1818 dopo il Congresso di Aix-la-Chapelle. La soluzione di Ouvrard sembrò aver avuto successo, al punto che sia Luigi XVIII che il futuro Carlo X di Francia presero parte al matrimonio di Elizabeth, figlia di Ouvrard, col generale Louis-Victor-Léon de Rochechouart (un nipote di Richlieu) il 5 gennaio 1822. 
L'anno successivo Ouvrard finanziò una grande spedizione in Spagna, ma non venne ripagato dell'investimento fatto e per lui iniziò un nuovo periodo buio. In bancarotta, perse l'intera sua fortuna e venne imprigionato alla Conciergerie per corruzione. Fu scarcerato per intervento del duca di Angoulême, ma non recuperò mai il suo denaro.
Morì a Londra nel 1846.